# جيم كيلي (لاعب كرة قاعدة)
جيم كيلي (بالإنجليزية: Jim Kelly)‏ هو لاعب كرة قاعدة أمريكي، ولد في 1 فبراير 1884 في Bloomfield, New Jersey ‏ في الولايات المتحدة، وتوفي في 10 أبريل 1961 في كينغسبورت في الولايات المتحدة.

## وصلات خارجية
- جيم كيلي على موقعبيزبول رفرنس.كوم (الدوري الرئيسي) (الإنجليزية)
- جيم كيلي على موقعبيزبول رفرنس.كوم (الدوري الثانوي) (الإنجليزية)